# Agapetus antilochos
Agapetus antilochos är en nattsländeart som beskrevs av Malicky 1998. Agapetus antilochos ingår i släktet Agapetus och familjen stenhusnattsländor. Inga underarter finns listade i Catalogue of Life.